# Nelson Specchia
Nelson Gustavo Nicolás Pantaleón Specchia (Las Breñas, Provincia de Chaco; 17 de diciembre de 1964) es un escritor, periodista, pintor, ensayista y profesor universitario argentino, analista especializado en política internacional y autor de una obra numerosa en narrativa, poesía y crítica, junto a varios centenares de artículos de análisis. Además de la docencia y la investigación universitaria en ciencia política, ejerció el periodismo. Fundó y dirigió durante más de diez años la revista científica internacional Studia Politicae. Hasta 2024 fue director del diario Hoy Día Córdoba.

## Biografía
Cursó sus estudios primarios y secundarios en su ciudad natal, Las Breñas, y en 1983 se trasladó a Córdoba, donde ingresó en la Facultad de Ciencia Política y Relaciones Internacionales, en la Universidad Católica, de la cual egresó como licenciado en 1987. Estudió, además, en Ilades, Universidad Alberto Hurtado de Santiago (Chile); en AEC, de Florida (USA); en la Universidad Tecnológica Nacional (Argentina); en la Universitat de Barcelona (España); en la Facultad Latinoamericana de Ciencias Sociales de Buenos Aires (Argentina); en la Universidad Nacional de Córdoba (Argentina); y en la Complutense de Madrid (España). La ciudad de Córdoba (Argentina) le entregó su máxima condecoración: el Premio Jerónimo Luis de Cabrera.
Fue becado por Adveniat y Misereor, de la República Federal de Alemania; por el Consejo de Investigaciones Científicas de Córdoba - Conicor, de Argentina; por la Agencia Española de Cooperación Internacional - Aeci, de Madrid; por la Teknillinen Korkeakoulu de Otakaari - Helsinki, Finlandia; y por el Ministerio de Educación de la República Argentina.
Ejerció la docencia en la Universidad Católica de Córdoba, donde ocupó la cátedra de Política Internacional, y fue catedrático Jean Monnet (ad personam) de Unión Europea. En la Universidad Tecnológica Nacional (UTN) fue profesor regular ordinario. Además, dictó conferencias y clases en diversas universidades, como profesor invitado, en Alemania, Chile, Francia, México, Honduras, Finlandia, República Dominicana, España, Guatemala, y los Estados Unidos de América.
Fue evaluador de la Comisión Nacional de Evaluación y Acreditación Universitaria (Coneau). Fundó la Editorial de la Universidad Católica de Córdoba (Educc) en 2001, y ocupó diversos cargos de gestión en el gobierno universitario. 
En el ámbito periodístico, fundó y dirigió durante más de diez años la revista internacional Studia Politicæ; y desde 2013 es director del diario Hoy Día Córdoba.
Autor de una prolífica obra literaria publicada en América y Europa, en poesía, cuento, novela, crónica y ensayo, ha sido traducido al inglés, y ha recibido premios nacionales e internacionales. 
En 2013 le concedieron el Premio Democracia y Solidaridad, otorgado por la Ciudad de Córdoba en el marco del 30.º aniversario de la democracia argentina; y en 2014 fue declarado Huésped Ilustre de Las Breñas, su ciudad natal. En 2015 la Fundación Max Aub, de Segorbe (Valencia, España), le otorgó el Premio Internacional de Cuento.

## Obra publicada

### Poesía
1. Poemas Montunos, Resistencia: Edición de autor, 1985.
2. Poemas Montunos  – Cantos a la tierra mía, (Prólogo de Olinda Montenegro), 60 págs., (B-15.579-2001), Barcelona: Galaxia Babel, 2001.
3. Cuaderno de bitácora,  (Intervenciones caligráficas de Adrián Manavella; Prólogo de Leandro Calle), 60 págs., (ISBN 987-563-034-9), Córdoba: El Copista, 2004.
4. Cadáveres exquisitos, (Con el pseudónimo de Pedro I. de Quesada, con M. Nores, J. García, M. Caminos, y F. Defilippi), 80 págs., (ISBN 987-1203-10-1), Córdoba: Educc, 2005.
5. Espejos nublados, 92 págs., (ISBN 987-1203-63-2:987-987-1203-63-5), Córdoba: Educc, 2006.
6. Otras geografías, 88 págs., (ISBN 978-987-646-595-3), Córdoba: Alción, 2016.
7. Ritos de paso, (Posfacio de Rosalba Campra), 82 págs., (ISBN 978-987-646-692-9), Córdoba: Alción, 2017.
8. Diálogos con demonios, (Ilustraciones de Nicole Pfeiffer y Wanda Vergés), 52 págs., (ISBN 978-987-3942-65-5), Córdoba: Borde Perdido, 2019.
9. Mientras los veranos mueren, 64 págs., (ISBN 978-987-559-408-1), Colección Pez Náufrago, Buenos Aires: Ediciones del Dock, 2020.
10. Agua, 108 págs., (ISBN 978-987-646-937-1), Córdoba: Alción, 2021.
11. Baruch y yo, (Prólogo de Diego Tatian), 76 págs.; (ISBN 978-987-697-309-0), París-Córdoba-Buenos Aires: Reflet de Lettres-Babel-Argos, 2022.
12. Memorabilia. Endechas del cajón del pan, 96 págs., (ISBN 978-987-8991-65-8), Los Hornillos: Ediciones del Callejón, 2024.
13. Fauna. Señores de las cosas (coautoría con Silvia Barei y Rosalba Campra), 173 págs., (ISBN 978-631-00-2622-0), Córdoba: Clarice, 2024

### Novela
1. Giuseppe, 188 págs., (B-31.878-2001), Barcelona: Galaxia Babel, 2001; 2.ª Ed., 183 págs., (ISBN 987-563-002-0), Córdoba: El Copista, 2003; 3.ª Ed., 135 págs., (ISBN 978-987-730-071-0), Resistencia: ConTexto, 2015.
2. Las brujas del dedo impúdico,  (ISBN 978-987-789-246-8), 122 págs., Córdoba: El Emporio, 2024.
3. La prisa de los puros, (ISBN 978-987-8916-75-0) 132 pág. Buenos Aires: Hojas del Sur, 2024.
4. Los mapas se dibujan en el agua, (ISBN 978-987-8952-74-1),164 págs. Buenos Aires: Barnacle, 2025

### Ensayo y crónica
1. América latina entre las apariencias y la sumersión - Cultura y Modernidad en la obra de Octavio Paz, 2 Tomos, 274 págs., Santiago, Chile: Ilades, 1989.
2. Crisis, rupturas y tendencias - Lecturas críticas de la globalización, (Ed., con G. Morello), 262 págs., (ISBN 987-20846-4-5), Córdoba: Educc, 2003.
3. Idolatrías de Occidente, (Ed., con G. Morello), 176 págs., (ISBN 987-1203-13-6), Córdoba: Educc, 2005.
4. El Nuevo Regionalismo en la Unión Europea y en América latina, 52 págs., Córdoba: Educc, 2005
5. La Unión Europea, ¿un modelo para la integración latinoamericana?, (ISBN 987-1203-35-7), Córdoba, Educc, 2005.
6. Ilustración y emancipación en América latina, (Ed., con G. Ortiz), 388 págs., (ISBN 978-987-626-023-7), Córdoba: Stipendienwerk Lateinamerika-Deutschland / Educc, 2008.
7. Camino al Bicentenario – Los programas presidenciales en 25 años de democracia argentina, (con E. Graglia), 192 págs., + CD-ROM, (ISBN 978-987-626-078-7), Córdoba: Educc, 2009.
8. El color de los turbantes. Rumbos de la política internacional 2005 – 2010, 272 págs., (ISBN 978-987-626-132-6), Córdoba: Educc, 2010.
9. El último año de las FARC - Conflicto, guerrilla y búsqueda de paz en Colombia, (Ed.), 200 págs., (ISBN 978-987-626-137-1), Córdoba: Educc / RSU / Ovasi, 2010.
10. Desde abajo. Construcciones y discusiones en Brasil después de Lula, (Ed.), 212 págs., (ISBN 978-987-626-170-8), Córdoba: Educc / Ovasi, 2011.
11. Bolivia. La refundación multiétnica sobre la riqueza del Potosí, (Ed., con H. Camps), 248 págs., (ISBN 978-987-626-210-1), Córdoba: Educc / Ovasi, 2013.
12. Dichos y quebrantos. Crónicas internacionales 2011-2019, 496 págs., (ISBN 978-987-707-104-7), Córdoba: Editorial de la UNC, 2019.
13. El crepúsculo de las simples cosas. Lecturas esperanzadas y perspectivas críticas para un Sur en pandemia, (Ed., con J. Ortega) 338 págs., (ISBN 978-987-717-143-6), Córdoba: UNC, 2020.
14. ¡Hagan lío! Lecturas políticas de un papado incómodo, (con G. Fiore), 156 págs., (ISBN 978-987707-198-6), Córdoba: UNC, 2021.
15. Innovación y gestión de calidad para el desarrollo de la competitividad empresarial, (con R. Rezzónico y S. Faillaci) (ISBN    978-987-27167-9-0), Córdoba, Tech-Mind-Ed, 2023.
16. Manhattan Follies - Crónicas de Nueva York, 192 págs., (ISBN 978-631-00-7125-1), Córdoba: Clarice/viajes, 2025.

### Cuento
1. El Brujo, (Edición especial de 300.000 ejemplares de distribución gratuita en los establecimientos escolares), Buenos Aires: Plan Nacional de Lectura, 2009.
2. La cena de Electra, (Prólogo de Manuel Rivas), (ISBN 987-84-95418-93-7), Valencia: Fundación Max Aub, 2015.
3. La cena de Electra y otros cuentos, (ISBN 978-987-628-422-6), Buenos Aires: Edhasa, 2016.
4. Como un vaso sin whisky entre las manos, (ISBN 978-987-8310-81-7), Buenos Aires: Hojas del Sur, 2021.
5. Traficantes de sangre, (ISBN 978-987-4033-63-5), Córdoba: Yammal Contenidos, 2022.

### Antologías
1. El primer siglo, (Sonia Catela, Ed.), Santa Fe: Universidad Nacional del Litoral, 1992.
2. Pasado, presente y futuro en la Córdoba del nuevo milenio, Córdoba: Editorial de la Municipalidad, 2000.
3. 25 ciudades. Las mejores lecturas de verano de La Voz del Interior, (Emanuel Rodríguez, Ed.), Córdoba, 2007
4. Thirteen Stories by Writers in Córdoba, Argentina, (Selection and Prologue by Carlos Schilling), Córdoba, 2010.
5. Antología del Concurso Literario Internacional Ángel Ganivet - Décima edición. Madrid, 2017.]
6. Ficciones y versos desde Córdoba - Antología, Córdoba: Ministerio de Educación - Universidad Nacional de Córdoba, 2017.]
7. Esperando al 601. Once cuentos de Córdoba, (Andrés Nieva, Comp.), (ISBN 978-987-46037-7-7), Córdoba: Editorial Postales Japonesas, 2017.
8. Antología Federal de Poesía - Región Centro, (a cargo de Jorge Boccanera), Consejo Federal de Inversiones - CFI, Buenos Aires, 2018.]
9. Cartografía de la lengua, (Bibiana Fulchieri, Ed., prólogo de Juan Schiaretti), (ISBN 978-987-3699-17-7), Córdoba: Letras y bibliotecas, 2019.
10. Eso existe. Salinas / Marucco / Specchia, (Compilado por Gonzalo Vaca Narvaja), (ISBN 978-987-530-149-8), Córdoba: Narvaja Editor, 2019.
11. Universidad Libre del Ambiente - ULA. 25 años, (J. E. Ortega y M. Speranza, Comps.), (ISBN 978-987-707-170-2), Córdoba: UNC, 2021.
12. Córdoba poética – Antología poética 450 años de la ciudad de Córdoba, (Leandro Calle, comp.), (ISBN  978-987-707-271-6) Córdoba, UNC, 2023.
13. Crónicas - Por el ombligo del mundo, Premio Luis de Tejeda de crónica de viajes, (ISBN 978-987-8948-16-4) Córdoba: Editorial de la Municipalidad de Córdoba, 2024.

## Premiaciones
- Primer Premio, Salón de Pintura de la Provincia del Chaco, Resistencia, Chaco, 1982.
- Segundo Premio, Certamen Literario Tierras Planas 1991, Publicado en “El Primer Siglo”, Universidad Nacional del Litoral, 1992.
- Premio Publicación APEF, Concurso Nacional de Cuentos y Poesías, Profesionales de la Educación de Formosa, Publicado en “Quemar las naves”, APEF, 1992.
- Padrino de la Biblioteca "Nelly Checura de Specchia", (Disp. 316/78-SE; Res. N.º 3.515/1997). Provincia del Chaco, 1997.
- Premio Publicación de obra literaria, Ministerio de Educación de la Nación, cuento “El Brujo”, Plan Provincial de Lectura de Córdoba, 2009.
- Premio Democracia y Solidaridad, otorgado por la Ciudad de Córdoba en el 30.º aniversario de la Democracia Argentina, 2013.
- Huésped Ilustre de Las Breñas, H. Concejo Deliberante en la Sesión Ordinaria del 28 de octubre, Declaración 034/14. Las Breñas, Chaco, Argentina, 2014.
- Premio Jerónimo Luis de Cabrera, máxima condecoración de la Ciudad de Córdoba, Argentina, 2015.
- Premio Internacional de Cuento, Fundación Max Aub, Segorbe, Castellón. Valencia, España, 2015.
- Premio Publicación – Segundo Concurso Internacional de Cuentos, Editorial Sopa de Letras, Buenos Aires, Argentina, 2016.
- Premio de Cuento Horacio Quiroga - Sociedad Argentina de Escritores SADE, (finalista), San Isidro, Buenos Aires, Argentina, 2016.
- Premio Literario Internacional Ángel Ganivet, (Décima edición, finalista), Helsinki, Finlandia - Madrid, España, 2016.]
- Premio Iberoamericano de Cuento Julio Cortázar, (XIX edición, mención), Casa de las Américas, La Habana, Cuba, 2020.
- Premio Ricardo Rojas, (bienio 2015-2017), Mención de Honor, Ciudad de Buenos Aires, 2021.
- Premio Luis de Tejeda de Crónicas de Viajes, Mención especial del jurado, Municipalidad de Córdoba, 2023.